# Page Eight
Page Eight è un film per la televisione del 2011 scritto e diretto da David Hare. Il film è seguito da: Turks & Caicos (2014) e da In guerra tutto è concesso (Salting the Battlefield, 2014).

## Trama
Johnny Worricker è un anziano funzionario dell'MI5, l'intelligence interna inglese, che lavora a stretto contatto col direttore generale, Benedict Baron, suo migliore amico (e suo tutor universitario e reclutatore) fin dai giovanili tempi del college. Un giorno viene organizzata una riunione riservata, alla quale partecipano i due inseparabili colleghi, un'alta funzionaria del servizio segreto e il ministro dell'interno in persona. Il direttore Baron riferisce di essere venuto in possesso di uno strano dossier top-secret (classificato "eyes only"), dal quale emerge,  (proprio da una nota a margine nella "pagina otto" che dà il titolo al film), che il primo ministro britannico è a conoscenza del fatto che gli Usa hanno basi segrete dislocate sul globo terrestre, dove cittadini britannici originari di varie etnie vengono torturati, al fine di estorcere informazioni sensibili, in quanto considerati presunti terroristi. L'incidente diplomatico può sorgere proprio dal fatto che, mentre ufficialmente l'Inghilterra deplora ogni forma di tortura a fini investigativi, il primo ministro sa delle basi segrete americane, ne conosce persino la mappatura, ma tace la notizia al Parlamento e alla intera nazione britannica. Questo perché il premier ufficiosamente intende creare un'intelligence parallela e occulta che lavori in perfetta sintonia con la CIA. La notizia è più che sufficiente per far cadere, magari con uno scandalo mediatico, l'intero governo inglese. Baron, dall'alto della sua navigata esperienza di capo del controspionaggio, tuttavia consiglia alla donna ministro dell'interno di non fare assolutamente nulla in attesa di vedere le future evoluzioni internazionali della vicenda. Johnny Worricker naturalmente appoggia e sostiene la posizione del suo capo. 
Johnny, nel contempo, conosce casualmente l'affascinante e giovane donna che abita sullo stesso pianerottolo del palazzo nel quale vive da anni solo e divorziato, con l'unica compagnia di numerosi e preziosi dipinti che ha collezionato per anni. La donna è un'araba originaria di Damasco che cerca di elaborare la tragica morte del fratello misteriosamente assassinato per il suo attivismo politico, che ha attirato l'attenzione di alcuni Stati limitrofi e soprattutto di Israele. Tra Worricker e la donna siriana nasce una sincera e tenera amicizia: parlano, si confidano, si confrontano su varie tematiche e ascoltano del buon jazz sorseggiando brandy d'annata. 
Improvvisamente, il direttore Baron, già gravemente cardiopatico, muore, colpito da infarto fulminante, nella sua tenuta di campagna alle porte di Londra. Johnny, affranto e preoccupato, si precipita nella elegante dimora e cerca al suo interno, in attesa dell'arrivo del coroner chiamato dalla vedova (che era già stata sua moglie in precedenza), qualche oggetto importante che il suo capo e amico potesse aver conservato per lui. E in effetti, trova, nel cassetto di un mobile, un piccolo telefono cellulare che porta con sé. Poi avvisa sua figlia, una spigliata ma triste venticinquenne esperta d'arte e promotrice di mostre, della scomparsa del suo patrigno Baron. E proprio sua figlia e la sua amica siriana hanno in comune, senza saperlo, un'amicizia con un giovane e aitante uomo che si presenta come rampante imprenditore e filantropo, ma che, in realtà, è una spia ed è figlio della donna alta funzionaria dell'MI5 la quale è ormai passata da rivale in carriera a dichiarata nemica di Worricker. Il giovane agente, mentendo e camuffandosi abilmente,  in realtà spiava sia la donna siriana, sia la figlia di Worricker, nonché controllava a distanza tutte le mosse di quest'ultimo per poi riferire tutto alla sua madre-capo. A questo punto, a Worricker (dopo aver scoperto che sul cellulare trovato a casa del suo defunto capo risulta registrato il numero privato di un senatore americano che era stato ospitato proprio da Baron qualche settimana prima) non resta altro che giocare la sua ultima partita: si introduce in un ricevimento esclusivo dell'alta borghesia londinese dove sa che giungerà il primo ministro in persona col suo fidato seguito. Il premier naturalmente conosce bene la faccenda del dossier scottante sulle basi di tortura americane e, alla fine del cerimoniale, fa chiamare Worricker da un suo tirapiedi. Il premier, in una antica camera riscaldata da un caratteristico caminetto, inizia un dialogo serrato e nervoso con Worricker, cercando prima di minacciarlo e poi di blandirlo con promesse di fulgida carriera ai piani alti del servizio segreto, in cambio ovviamente dell'ultima e unica copia del dossier top-secret che lo inchioderebbe come occulto collaborazionista degli Usa a discapito della trasparenza e dell'osservanza che è invece d'obbligo verso quella Inghilterra che lo ha eletto e che lui rappresenta agli occhi del mondo. Worricker, astutamente, non scopre le proprie carte e lascia intendere al premier che tutto può ancora succedere e che deve riflettere ancora bene su come utilizzare il dossier. L'incontro si interrompe bruscamente e il premier dà ordine a una task force di seguire e pedinare ovunque Johnny, il quale, dopo aver smascherato il giovane spione figlio della collega funzionaria dell'MI5, invita quest'ultima a cena in un elegante ristorante. La donna gli dice apertamente che ormai, a causa del suo comportamento irrituale, Worricker è da considerarsi licenziato (per giunta senza trattamento pensionistico) dai servizi segreti nei quali ha prestato onorato servizio da quasi mezzo secolo. Alla fine i due anziani agenti arrivano a un accordo utile: Worricker non rivelerà a nessuno la fonte e i contenuti del dossier segreto, a patto che il mondo, tramite i mezzi di informazione di massa, sappia che il fratello della sua amica del cuore siriana è stato barbaramente assassinato dal Mossad israeliano a causa del suo non gradito attivismo sociopolitico. La donna, seppur inizialmente stranita e riluttante, accetta i termini dell'accordo. Purtroppo Worricker, malgrado la sua grande esperienza sul campo e le sue notevoli doti logico-deduttive, capisce di essersi completamente "bruciato" e di essere con le spalle al muro: pertanto dirà addio all'amica siriana (che ormai è palesemente innamorata di lui nonostante la grande differenza d'età), dirà addio alla ex moglie e alla figlia e chiuderà i rapporti col suo fidato agente-informatore Rollo, che, a sua volta, è stato pure ingiustamente licenziato e buttato fuori dall'intelligence, in quanto anch'egli al corrente di segreti scottanti per la politica interna britannica. Alla fine, Worricker chiama un taxi, si fa condurre in un aeroporto del nord, getta in un cestino dei rifiuti il prezioso dossier che tutti cercano e si avvia all'imbarco verso una destinazione esotica e lontana. L'anziano agente non ha vinto la partita contro i poteri forti della politica spregiudicata, anzi ne esce totalmente sconfitto, ma, se non altro, è riuscito a salvare alcune vite preziose: quella della ex moglie, quella della figlia, quella dell'amica siriana e la propria. Sempre meglio che perdere tutto in un gioco troppo più grande di lui.